# Onthophagus watanabei
Onthophagus watanabei är en skalbaggsart som beskrevs av Teruo Ochi och Masahiro Kon 2002. Onthophagus watanabei ingår i släktet Onthophagus och familjen bladhorningar. Inga underarter finns listade i Catalogue of Life.